# Virna Lisi
Virna Lisi, właśc. Virna Lisa Pieralisi (ur. 8 września 1936 w Ankonie, zm. 18 grudnia 2014 w Rzymie) – włoska aktorka filmowa. 

## Życiorys
Filmową karierę zaczynała jako nastolatka w 1953 roku. Występowała później obok największych gwiazd włoskiego i francuskiego kina. W Hollywood zagrała m.in. w komedii Jak zamordować własną żonę (1965) u boku Jacka Lemmona i Nie z moją żoną! (1966) z Tonym Curtisem.
Jej talent aktorski doceniono dopiero dzięki kreacji w filmie Królowa Margot (1994) Patrice'a Chéreau, gdzie zagrała Katarzynę Medycejską. Za rolę tę otrzymała m.in. nagrodę dla najlepszej aktorki na 47. MFF w Cannes.
Zmarła 18 grudnia 2014 w Rzymie z powodu nowotworu, pochowana na Cmentarzu Flamińskim.